# Candide Sanchez
Candide Sanchez, né le 4 février 1967 à Mende (Lozère), est un acteur français.
Il est bilingue espagnol.

## Filmographie

### Acteur de cinéma
- 1991 : Mauvaise Fille : Antoine
- 1992 : Le Moulin de Daudet : Frère Abbé
- 1994 : Fin
- 1998 : Les Couloirs du temps : Les Visiteurs 2 : Paulo
- 1998 : Le Dîner de cons : le troisième invité
- 1998 : Théo, t'es là ? (court-métrage)
- 1999 : L'Âme-sœur : Laurent
- 2000 : Les Insaisissables : le jeune huissier
- 2000 : Stand-by : le réceptionniste de l'hôtel
- 2001 : Voyance et Manigance : Frère Bernard
- 2001 : De l'amour : blouse blanche
- 2002 : Astérix et Obélix : Mission Cléopâtre : le légionnaire repoussé
- 2003 : Laisse tes mains sur mes hanches : Guitou
- 2003 : Le Bison (et sa voisine Dorine) : le premier huissier
- 2004 : Nos amis les flics : le gardien du musée
- 2005 : Tu vas rire, mais je te quitte
- 2005 : L'Enfer : le garçon de café
- 2008 : Parlez-moi de la pluie : le prêtre
- 2008 : Bunker
- 2011 : Le Skylab : Tonton Gustavo
- 2012 : 10 euros (court métrage) : le mec du duel
- 2013 : Marius : le type au Beau Rivage
- 2016 : Les étoiles de papier (court métrage)
- 2017 : Vénéneuses
- 2017 : Alibi.com
- 2017 : Un sac de billes
- 2019 : Deux moi
- 2020 : Vaurien
- 2022 : La Syndicaliste de Jean-Paul Salomé
- 2023: Super bourrés : un gendarme
- 2025 : Classe moyenne d'Antony Cordier

### Télévision
- 1995 : Comment épouser un héritage ? : le type de l'aéroport
- 1997 : La Vie comme un dimanche : Gomez
- 1998 : L'Enfant des terres blondes : le ravi
- 1998 : Blague à part : le policier (1 épisode)
- 1998 : L'Échappée : l'agent
- 1999 : Tramontane : le deuxième client de la feria (1 épisode)
- 2001 : Rastignac ou les Ambitieux : le concierge du ministère (1 épisode)
- 2002 : Et demain, Paula ? : l'employé du cirque
- 2003 : La Bastide bleue : Garrigou
- 2004 : Groupe flag : le réceptionniste (1 épisode)
- 2005 : Mes deux maris : le passant
- 2005 : Faites comme chez vous ! : Fred (24 épisodes)
- 2006 : Avocats et Associés : le policier du parking (1 épisode)
- 2007 : Les Bleus, premiers pas dans la police : le gardien de Cécile Pellart (1 épisode)
- 2009 : Ah, c'était ça la vie ! : le militant espagnol (2 épisodes)
- 2014 : Boulevard du Palais
- 2015 : Mes amis, mes amours, mes emmerdes...
- 2016 : Damoclès